# Elaine Thompson-Herah
Elaine Thompson-Herah (ur. 28 czerwca 1992 w Banana Ground, w regionie Manchester) – jamajska lekkoatletka specjalizująca się w biegach sprinterskich.
Weszła w skład jamajskiej sztafety 4 × 100 metrów, która w 2013 zdobyła złoto mistrzostw Ameryki Środkowej i Karaibów. Rok później wystąpiła w eliminacjach biegu rozstawnego podczas igrzysk Wspólnoty Narodów. Thompson nie znalazła się w składzie na bieg finałowy, a jej koleżanki z reprezentacji wywalczyły złoty medal.
Podczas rozgrywanych w Pekinie mistrzostw świata wywalczyła srebrny medal, a ponadto została mistrzynią świata w sztafecie 4 × 100 metrów (2015). Brązowa medalistka biegu na 60 metrów podczas halowych mistrzostw świata w Portland (2016).
W 2016 startowała również na igrzyskach olimpijskich w Rio de Janeiro, podczas których wywalczyła złoto na 100 i 200 metrów oraz sięgnęła po srebro w sztafecie 4 × 100 metrów. Thompson stała się pierwszą lekkoatletką od czasu igrzysk olimpijskich w Seulu (1988) i triumfów Florence Griffith-Joyner, której w jednej edycji igrzysk udało się zdobyć złoto zarówno na 100, jak i na 200 metrów.
Rok później zdobyła złoty medal IAAF World Relays 2017 w sztafecie 4 × 200 metrów. W tym samym roku zajęła piąte miejsce w finale biegu na 100 metrów podczas mistrzostw świata w Londynie. Zdobyła srebrny medal w sztafecie 4 × 100 metrów na igrzyskach Wspólnoty Narodów w 2018 w Gold Coast. Zwyciężyła w biegu na 100 metrów podczas igrzysk panamerykańskich w 2019 w Limie.
W 2021 zdobyła trzy złote medale na igrzyskach olimpijskich w Tokio. W trakcie zawodów ustanowiła wynikiem 10,61 s. nowy rekord olimpijski na dystansie 100 metrów. Trzy tygodnie później podczas mityngu Diamentowej Ligi w Eugene ustanowiła swój rekord życiowy na 100 metrów z czasem - 10,54 s., co czyni ją obecnie najszybszą żyjącą kobietą na świecie, uzyskała wówczas także najwyższą prędkość osiągniętą kiedykolwiek przez kobietę jako pierwsza w historii łamiąc barierę 40 km/h.
W 2022 zdobyła srebro (w sztafecie 4 × 100 metrów) oraz brąz (w biegu na 100 metrów) podczas mistrzostw świata w Eugene oraz złote medale w biegach na 100 metrów i na 200 metrów i brązowy medal w sztafecie 4 × 100 metrów na igrzyskach Wspólnoty Narodów w 2022 w Birmingham.
W 2023 podczas rozgrywanych w Budapeszcie mistrzostwach świata sięgnęła po srebrny medal za bieg w eliminacjach sztafety 4 × 100 metrów.
Złota medalistka mistrzostw Jamajki. Zwyciężczyni łącznej punktacji Diamentowej Ligi za 2021 rok.

## Osiągnięcia
| Rok  | Impreza                            | Miejsce        | Konkurencja        | Lokata     | Wynik              |
| ---- | ---------------------------------- | -------------- | ------------------ | ---------- | ------------------ |
| 2013 | Mistrzostwa Ameryki Śr. i Karaibów | Morelia        | sztafeta 4 × 100 m | 1. miejsce | 43,58              |
| 2014 | Igrzyska Wspólnoty Narodów         | Glasgow        | sztafeta 4 × 100 m | 1. miejsce | 42,44 (eliminacje) |
| 2015 | Mistrzostwa Świata                 | Pekin          | bieg na 200 m      | 2. miejsce | 21,66              |
| 2015 | Mistrzostwa Świata                 | Pekin          | sztafeta 4 × 100 m | 1. miejsce | 41,07              |
| 2016 | Halowe mistrzostwa świata          | Portland       | bieg na 60 m       | 3. miejsce | 7,06               |
| 2016 | Igrzyska olimpijskie               | Rio de Janeiro | bieg na 100 m      | 1. miejsce | 10,71              |
| 2016 | Igrzyska olimpijskie               | Rio de Janeiro | bieg na 200 m      | 1. miejsce | 21,78              |
| 2016 | Igrzyska olimpijskie               | Rio de Janeiro | sztafeta 4 × 100 m | 2. miejsce | 41,36              |
| 2017 | IAAF World Relays                  | Nassau         | sztafeta 4 × 200 m | 1. miejsce | 1:29,04            |
| 2017 | Mistrzostwa świata                 | Londyn         | bieg na 100 m      | 5. miejsce | 10,98              |
| 2018 | Halowe mistrzostwa świata          | Birmingham     | bieg na 60 m       | 4. miejsce | 7,08               |
| 2018 | Igrzyska Wspólnoty Narodów         | Gold Coast     | sztafeta 4 × 100 m | 2. miejsce | 42,52              |
| 2019 | Igrzyska panamerykańskie           | Lima           | bieg na 100 m      | 1. miejsce | 11,18              |
| 2019 | Mistrzostwa świata                 | Doha           | bieg na 100 m      | 4. miejsce | 10,93              |
| 2019 | Mistrzostwa świata                 | Doha           | bieg na 200 m      | półfinał   | DNS                |
| 2021 | Igrzyska olimpijskie               | Tokio          | bieg na 100 m      | 1. miejsce | 10,61              |
| 2021 | Igrzyska olimpijskie               | Tokio          | bieg na 200 m      | 1. miejsce | 21,53              |
| 2021 | Igrzyska olimpijskie               | Tokio          | sztafeta 4 × 100 m | 1. miejsce | 41,02              |
| 2022 | Mistrzostwa świata                 | Eugene         | bieg na 100 m      | 3. miejsce | 10,81              |
| 2022 | Mistrzostwa świata                 | Eugene         | bieg na 200 m      | 7. miejsce | 22,39              |
| 2022 | Mistrzostwa świata                 | Eugene         | sztafeta 4 × 100 m | 2. miejsce | 41,18              |
| 2022 | Igrzyska Wspólnoty Narodów         | Birmingham     | bieg na 100 m      | 1. miejsce | 10,95              |
| 2022 | Igrzyska Wspólnoty Narodów         | Birmingham     | bieg na 200 m      | 1. miejsce | 22,02              |
| 2022 | Igrzyska Wspólnoty Narodów         | Birmingham     | sztafeta 4 × 100 m | 3. miejsce | 43,08              |
| 2023 | Mistrzostwa świata                 | Budapeszt      | sztafeta 4 × 100 m | 2. miejsce | 41,23 (elim.)      |

## Rekordy życiowe
- bieg na 60 metrów (hala) – 6,98 s. (18 lutego 2017, Birmingham) – 11. wynik w historii światowej lekkoatletyki
- bieg na 100 metrów – 10,54 s. (21 sierpnia 2021, Eugene) – rekord Jamajki, 2. wynik w historii światowej lekkoatletyki
- bieg na 200 metrów – 21,53 s. (3 sierpnia 2021, Tokio) – rekord Jamajki, 3. wynik w historii światowej lekkoatletyki

6 sierpnia 2021 w Tokio Thompson-Herah biegła w sztafecie 4 × 100 metrów, która czasem 41,02 s. ustanowiła aktualny rekord Jamajki na tym dystansie.